# 三好礼子
三好 礼子 (みよし れいこ、1957年12月15日 - ）は、日本のエッセイスト、農民、ラリースト。「ペレファ農場」代表。本名：上土井 礼子。
2010年までは山村 レイコ、山村 礼子名義も使用していた。
「自然回帰型生活びと」を自称しており、主義はベジタリアン（"健康で生き生きとして力強い人"～ラテン語の語源より）で、2017年からはより完璧なヴィーガンを目指している。また自然治癒も主義としている。

## 略歴
- 東京都田無市にて、四人姉妹の末っ子として誕生。自衛隊勤務の父親の転勤により、長崎・埼玉・北海道など、全国を10カ所を移動し、引っ越しは26回行った。
- 1976年 東京都立保谷高等学校卒業後、都内の新聞原稿輸送会社に入社し、プレスライダーとしてバイクで官庁街・新聞社間を走り回る。同年11月、同社を退社。スズキハスラーTS250と共に、かねてから計画していた日本一周バイクツーリングに出発。アルバイトをしながら全国3万キロを365日かけて旅する。旅行中に記した『日本一周乙女の独り旅』 と題した旅日記を、バイク雑誌に連載したことがきっかけで、バイク、車、旅関係の著述活動を開始する。
- 1987年 幼少からの憧れだったアフリカに初めて足を踏み入れ、それ以来「パリダカールラリー」などの海外ラリーにのめり込むようになる。訪問した国は40か国、走行距離約100万キロ。2000年まで2輪＆4輪でラリーに臨み続けた[1]。
- 1995年 9月に住み慣れた東京を離れ、富士山麓の朝霧高原の酪農家跡地を借りて移り住む。
- 2000年 アイガモ農法によるお米づくりを始め、不耕起栽培や自然農法、黒米作りなどにも挑戦。ブランド名は『ありが稲（とう）』（2007年より休止）。
- 2005年 自宅にて「フェアリーカフェ」をオープン。
- 2007年 上土井良弘と出会う。このころから動物が増え始め、現在は、シェットランドポニー、山羊4頭、犬3匹、猫2匹と暮らしている。
- 2010年 6月、仕事名を「山村レイコ」から本名の「三好礼子」に変更。同年8月、トレイルランニングレース「UTMB（ウルトラトレイル・デュ・モンブラン）」を完走。またこの前後より富士山麓を一周する「UTMF（ウルトラトレイル・マウントフジ）」の開催実行委員として奔走する。
- 2013年 12月4日、上土井良弘と入籍。また同時に山羊チーズ作り再開と農ある小さな暮らしを夢見て、長野県松本市の山間の集落に移住。
- 2014年 6月、山羊のカッテージチーズを完成させ、試作原価販売を開始。
- 2015年 2月、近隣で山羊チーズも提供可能なペレファ・カフェをスタート。同年4月よりFM軽井沢にて、年間30戦を予定しているトレイルランニングやマラソンを主体にした月2回のゲストトーク「三好礼子の“地球ランナー”」がスタート。
- 現在はエッセイの著述、講演や体験取材レポート、農業、ラリーやトレイルランニング、マラソンで活動している。

## モータースポーツ競技経歴
- 1987年9月13日～18日　　第3回香港～北京ラリー

ホンダCR-XSiのナビゲーター／コースアウトリタイア
- 1987年10月18日～28日　第6回ファラオラリー（エジプト）

ホンダXR250R　二輪車部門総合24位（89台出場／完走35台）／女性クラス2位／250ccクラス2位
- 1988年12月25日～1989年1月13日　第11回パリ・チュニス・ダカールラリー

ホンダXR600R／リタイア
- 1989年6月26日～7月7日　グレートアメリカンレース

ブガッティT22プレシア（1924年仏製）のナビゲーター／エンジン故障リタイア
- 1989年10月1日～11日　第8回ファラオラリー（エジプト）

ホンダXR250R／転倒負傷リタイア
- 1990年12月29日～1991年1月17日　第13回パリ・トリポリ・ダカールラリー

スズキDR650RS／タイムアウトリタイア
- 1991年　SSCC（スズキスポーツカークラブ）チャレンジカップ　ジムカーナ

三菱ギャランVR-4RS／成績　年間ランキング　クラス2位
- 1992年4月6日～12日　第11回チュニジア・ラリー

ヤマハTT350／二輪部門総合29位（106台出場・完走55台）女性クラス優勝・シルエットクラス14位
- 1997年1月4日～19日　19回ダカール・アガデス・ダカールラリー

ホンダXR400Rで、バイクサポートの山村雅康と共に出場　二輪車部門総合57位（127台出場／完走58台）／女性クラス優勝／PR（プロダクション）8位／PRクラス1（500cc以下）1位／敢闘賞（夫婦によるバイク初完走）
- 1998年1月1日～18日　第20回パリ・グラナダ・ダカールラリー

いすゞビッグホーン（ガソリン／ショートボディ）で市販車無改造のT1クラス　ドライバー山村雅康／コ・ドライバー（ナビゲーター）山村レイコ　四輪車部門総合35位（120台出場／完走41台）／T1ガソリンクラス8位
- 1998年12月31日～1999年1月17日　第21回グラナダ・ダカールラリー

四輪プレスエントリー／トヨタランドクルーザー80のナビゲーター
- 2000年1月6日～23日　第22回パリ・ダカール・カイロラリー

ホンダXR400R　二輪車部門総合87位（203台出場／完走107台）／女性クラス3位
- 2000年8月20日～27日　2000年オーストラリアンサファリ

スバルフォレスター（ガソリンターボ）でA5.2クラスに出場　ドライバー エリザベット・グラッツ（仏）／コ・ドライバー山村レイコ　四輪車部門総合21位（24台出場／完走23台）／女性クラス優勝／A5.2クラス7位
- 2010年8月9日～16日　FAcoat ラリーモンゴリア2010

スズキジムニーシエラ（1300cc／ガソリン／オートマ）ドライバー若林葉子／コ・ドライバー（ナビゲーター）三好礼子　四輪車部門総合13位（17台出場／完走13台）／プロダクションクラス6位

## トレイルラン・マラソン等
- 1996年 ボルヴィック・トロフィー・イン・フランス'96

16組中7位
- 2003年6月 伊豆・松崎町シーカヤックマラソン

69艇中総合37位。タンデム部門2位
- 2003年7月 伊豆アドベンチャーレース2003

26組中18位
- 2003年10月  2003年第11回日本山岳耐久レース・長谷川恒夫CUP

完走率は75％。出走1470中1011位。部門別女子40代28位
- 2003年11月 セルフディスカバリー in 屋久島

9組中6位 女性クラス優勝
- 2004年10月 里山アドベンチャーレース

28組中11位
- 2004年12月19日 第30回記念 豊浦マラソン

部門別女子40歳以上で58人中19位
- 2005年3月6日 第30回記念 静岡駿府マラソン

部門別女子で589人中132位。総合509人中147位
- 2005年7月 第11回24時間リレーマラソンin富士北麓公園（248km）

完走
- 2010年3月7日 第35回記念 静岡駿府マラソン

1055人中168位
- 2010年4月18日 2010年第5回 掛川・新茶マラソン

フル女子50～54歳クラス 47人中43位
- 2010年6月6日 第一回富士忍野高原トレイルレース

ロング女子の部67位（77人参加/676人総合参加）
- 2010年9月19日 信越五岳トレイルランニングレース2010 ～アートスポーツ_パタゴニア CUP～

ラストフィニッシャー賞
- 2010年10月10～11日 第18回ハセツネCUP（日本山岳耐久レース／制限時間24時間以内）

総合993位（1622人完走/2474人エントリー)  女子総合84位（158人完走/223人エントリー） 部門別女子50代8位（20人完走/33人エントリー）
- 2010年11月7日 第2回 神流マウンテンラン＆ウォーク

総合192位（286人出走）、女性クラス28位（46人出走）、45歳以上11位（16人出走）
- 2011年6月12日 2011 第7回いわて銀河100kmチャレンジマラソン

完走賞
- 2011年8月26～28日 2011 UTMB（ウルトラトレイル・デュ・モンブラン）

総合1010位（1133人完走/2369人エントリー/完走率48％）、女子総合63位（72人完走/186人エントリー/完走率38％）、部門別女子50代10位（32人エントリー）
- 2012年6月3日 第3回富士忍野高原トレイルレース

ロング女子の部12位
- 2012年8月31日～9月2日 2012 UTMB（ウルトラトレイル・デュ・モンブラン）

総合2006位（2126人完走/?人エントリー/完走率86％）、女子総合160位（172人完走/完走率?%）、部門別女子50代33位（36人完走）
- 2012年10月18日～20日 Crandraid-Reunion 2012（グランドレイド-レユニオン/愚か者の対角線）

累計標高差10845m、制限時間は66時間半。日本人は4人のみ 6分半間に合わずリタイア
- 2013年1月19日～1月20日 Vibram Hong Kong100（ビブラム香港100）

854人完走/1080人出走（完走率79％）中 427位。女性は137人完走/170人出走中46位
- 2013年 2月17日 第21回2013おきなわマラソン

総合2211位（8576人完走/11612人出走／完走率74％）。女子総合208位（1481人完走/2576人出走）、部門別50代女子24位/131人完走
- 2013年9月15日 第3回白馬国際トレイルラン

98人中13番
- 2013年10月17～20日 Crandraid-Reunion 2013（グランドレイド-レユニオン／愚か者の対角線）

体調不良でリタイア
- 2014年5月16～17日 オックスファム・トレイルウォーカー・ジャパン2014

12番（143チーム570人参加、完走は94チーム)
- 2014年7月19～20日 第3回　三陸・雄勝　海の幸トレイルランニング

完走
- 2014年9月14日 第4回白馬国際トレイルラン

タイムアウト
- 2014年10月23～26日 Crandraid-Reunion 2014（グランドレイド-レユニオン／愚か者の対角線）

タイムアウト
- 2014年12月6日 第一回奥多摩ノスタルジアトレイルラン

33位（46人完走/61人出走) 総合423人中185位
- 2014年12月21日 駒沢オリンピック公園 開園50周年記念 X'mas Event in 駒沢6時間耐久レース

57位（500組2000名参加）
- 2015年1月17日～1 Vibram Hong Kong100（ビブラム香港100）2015

1317人完走/1659人出走（完走率77.4％）中669位。女性246人完走/313人出走中104位
- 2015年1月31日 有度山（日本平）トレイル三昧2015／トレイルランニングミニレース

女子25人中17位
- 2015年2月1日有度山（日本平）トレイル三昧2015／有度山ロゲイニング

男女混合チームで57チーム中14位
- 2015年2月11日 第7回お台場30キロマラソン

女子の部134人中49位
- 2015年2月21日 第12回ベジタブルマラソンin立川

総合1262人中582位。女子総合340人中83位、部門別40歳以上女子160人中45位
- 2015年3月1日　静岡マラソン2015

女子総合1262人中428位。一般女子50代155人中68位
- 2015年3月2日 OSJ 新城トレイル11K

男女別119人中20位。50代女子17人中1位
- 2015年4月5日 第31回日本平桜マラソン

総合2332人中(完走1642)1155位。女性部門233人中（完走138人）75位
- 2015年4月12日 第一回奥三河パワートレイル

DNFグループ25番
- 2015年4月25日 第1回善光寺ラウンドトレイル

129人中20位　50代女子3位
- 2015年5月4日信州上田ロゲイニング2015

混合22チーム中5位
- 2015年5月5日菅平ロゲイニング2015

混合チーム4位
- 2015年5月10日第7回道志村トレイルレース

関門アウト
- 2015年5月30日　第1回比叡山インターナショナルトレイルラン

体調不良でリタイア
- 2015年6月7日 第1回信州安曇野ハーフマラソン

一般女子総合1281人中301位、50代女子294人中73位
- 2015年6月14日 第8回 菅平スカイライン トレイルランレース ＆ アウトドアフェスタ

総合481人中261位。女子68人中26位。女子50代11人中4位
- 2015年6月28日 第2回スパトレイル〔四万to草津〕2015

女子111人中38位。50代女子25人中6位
- 2015年7月4日 第5回美ヶ原トレイルラン＆ウォークinながわ

総合出走678人中303位、一般女子総合69人中27位、50代女子7人中2位
- 2015年7月18～19日 Eiger Ultra Trai l2015

完走
- 2015年8月9日 岩岳ロゲイニング2015

混合23 組中7位
- 2015年8月26～27日 2015 UTMB（ウルトラトレイル・デュ・モンブラン）TDS

総合1214人完走中1033位、女性クラス145人完走中118位、50代女性クラス27人完走中26位
- 2015年9月13日 2015第5回白馬国際トレイルラン

女子142位
- 2015年9月20日 長野ロゲイニング

ソロ女子クラス2位
- 2015年10月11日 八ヶ岳富士見高原ロゲイニング＆ウルトラロング-O大会2015

12 チーム出走中8位
- 2015年11月8日　第7回神流マウンテンラン＆ウォーク

総合266人出走中159位、女子総合59人中29位、年代別女子（45歳以上）15人中6位
- 2015年11月14～15日 OMM JAPAN 2015 TSUMAGOI （第2回オリジナルマウンテンマラソン）

一日目98チーム出走（完走24チーム）中36位、2日目62チーム出走（完走34チーム）中16位
- 2015年12月6日 第4回中之条まちなか5時間リレーマラソン

233人中229位
- 2015年12月20日～coast to coast～房総半島横断60k

総合296人出走中191位。女子44人出走中24位。年代別7人出走中5位
- 2016年1月9日 奥武蔵マウンテンオリエンテーリング2016

65チーム出走（完走31チーム）中13位
- 2016年1月23～24日 Vibram Hong Kong 100 Ultra Trail Race

1841人中662位
- 2016年2月14日 第1回 くだまつ笠戸島アイランドトレイル

ゲスト参加
- 2016年3月4～5日 TRANSGRANCANARIA

総合506位/518人完走、616人出走。女性クラス46位/47人完走、77人出走。50代女子クラス6位/6人完走、9人出走）完走率（総合84%、女子61%）
- 2016年5月22日 軽井沢ハーフマラソン2016

女子総合839位/1,674名出走　女子50代204位/392人出走
- 2016年6月4日 安曇野ロゲイニング2016

49チーム約100人出場中、19位
- 2016年6月18日 黒姫トレイルランニングレース2016

女子89人出走中44位、50歳以上女子12人出走中6位
- 2016年7月3日 霧ヶ峰ロゲイニング2016

3時間ソロ女子シニア2位
- 2016年7月22日 第69回富士登山競走

男女総合1244人中956位。女性クラス140人中82位
- 2016年9月11日 第6回白馬国際トレイルラン

男女総合270位／649人完走／747人出走中。女性クラス34位／85人完走／112人出走
- 2016年10月1日 OMACHIロゲイニング

　女子ソロ5位
- 2016年10月15日 ウルトラオリエンテーリング松本城－上田城2016

リタイア
- 2016年11月19日 FunTrails50K Two lakes＆Green line（FT50）

ゲスト参加　50歳代女子24人中6位、女子総合84人中35位
- 2016年12月10日 Ultra-trail Cape Town 100km

女子マスタークラス（50代）3人完走中優勝。女子総合100人出走51人完走中34位
- その他、《参加＆完走》したもの　→「1991年／ツール・ド・のと400（410km）」、「1991年／第3回宇都宮ロードサイクルフェスタ（100km）」、「1996年第20回出光イーハトーブトライアル（ネリクラス）」

## 委員
- 公益財団法人 日本道路交通情報センター評議委員　2006年6月～
- 高知県観光特使　2005年12月～
- 自動車安全運転センター評議員　2004年4月～
- 一般財団法人 社会スポーツセンター評議員　2002年9月～
- 高知県「四万十大使」2001年3月～
- 一般社団法人 日本自動車連盟（JAF）経営諮問委員会委員　2011年4月～
- 国土交通省交通政策審議会委員　2001年～
- 総務庁中央交通安全対策会議専門委員　2000年～
- NPO法人富士トレイルランナーズ倶楽部副代表理事　2011年11月8日～2014年10月
- 富士宮市フードバレー構想推進協議会委員　2006年4月～2013年12月
- 軽自動車検査協会評議員　2002年～2011年
- JAF（社団法人 日本自動車連盟）理事　1999年6月～2011年3月
- 豊田地域ITS推進アドバイザリー会議委員　～2007年
- 冨士宮市地域新エネルギービジョン策定委員会委員　～2004年
- 国土交通省自動車アセスメント評価検討会専門委員　1999年～2003年
- 旧運輸省技術審議会特別委員（自動車部会／安全小委員会諮問委員）　～1998年
- 道の駅「安達～智恵子の里」整備効果検討委員（福島県安達町）　～1997年
- 東京ガス「銀座ポケットパーク」イベント企画委員　～1991年

## 著書

### 単著

#### エッセイ
- 『三好礼子［バイク術］・走れ、いい女』晶文社 1986年11月
- 『レイコ"永遠のトキメキ少女"宣言』晶文社 1988年1月

- 『恋ごころ　旅ごころ』（山村礼子名義） 晶文社 1991年6月
- 『砂と風とレイコ』（山村礼子名義） 講談社 1991年4月
- 『朝霧高原～風と暮らす』（山村レイコ名義） 産経新聞社 2005年4月
- 『日本一周乙女の独り旅』（電子書籍）ぽらりす 2011年8月

#### フォトエッセイ
- 『砂の子 ファラオラリー・フォトノート』晶文社 1988年9月

#### 小説
- 『風より元気！！』講談社X文庫ティーンズハート　 1987年2月
- 『風より元気！！ぱーと2』講談社X文庫ティーンズハート 1987年4月
- 『風より元気！！ぱーと3』講談社X文庫ティーンズハート 1988年4月

#### ハウツー本
- 『ファミリーバイクの選び方』（ダイナミックセラーズ） 1980年

### 共著
- 賀曾利隆のオートバイツーリング（賀曾利隆との共著、イラスト）成美堂出版 1982年
- 素敵な時間をありがとう（オレンジ出版） 1985年

### 監修
- マイディア50cc 女性のためのバイク入門 CBSソニー出版 1984年
- ツーリングハンドブック CBSソニー出版 1984年

## 連載
- 道路ニュース「ナチュラル・ロード」（全国道路利用者会議）2009年～
- 季刊Sizo:ka（しぞーか）「朝霧高原日記（静岡マガジン社）2006年～2010年
- 季刊会報誌FASE（シートベルト製作会社）1996年～2009年
- 読売新聞夕刊ペット面「交遊録」2008年7月
- 「ツーリングマップルマガジン」エッセイ（昭文社）2008年3月～4月
- 株式会社インデックス・マガジンズ　「wa・sa・bi」「朝霧のキッチンから・・・」2005年～06年
- 企業情報誌「スミセイ　ベストブック」図書選定・編集委員／住友生命保険 2003年～05年
- 産経新聞生活家庭面　「ゆったり暮らせば」2003年～04年
- HPコラム「サードエイジスタイル」（アシェット婦人画報社）2001年～04年
- 季刊「道と文化」巻頭「クロスロード・エッセイ」2003年～04年
- 日本農業新聞「わたしと食」（JAグループ）2004年
- 「元気をくれる風景」（「元気がでるからだの本」オレンジページ）2002～03年
- 月刊ザ・エルシー「山村レイコのPureLandEssay」（4×4マガジン社）2001年～
- 月刊グリーン・パワー「朝霧高原エコライフ～RE・ECOでいこう！」（財団法人森林文化協会）2000年～
- 月刊乗馬ライフ「山村んち（YAMAMURA-RANCH）へようこそ」（オーシャンライフ）1999年～
- 月刊ふぁみりす「世界の天使たち」（静岡教育出版社）1999年～
- 季刊会報誌URC「～朝霧高原便り～山村レイコの自然にヤッホー！」（株式会社スリーボンド）～1999年
- 月刊「ラ・セーヌ」アウトドアコラム（学研）～1999年
- 静岡新聞夕刊コラム「窓辺」～1998年
- 保育の友（全国社会福祉協議会）～1998年
- バリアフリーライフマガジンWe'll（ウィル）「山村レイコのアクティブトーク」（株式会社アテックインターナショナル）～1995年
- 月刊オートキャンパー「ネイチャーフリーク山村レイコの山麓生活」（八重洲出版）～1997年
- 季刊会報誌テラ「レイコのひとりごと」（株式会社エーオーエー・アオバ）～1997年
- 日本農業新聞「若者へのメッセージ」～1996年
- 季刊MESSE「湯上がり気分のいい話」（株式会社ノーリツ）～1995年
- サンパワー「大地の素顔に出会う瞬間」（社団法人倫理研究所）～1994年
- 月刊レディスバイク「悩む門には福来る！」（LBマガジン社）～1993年
- 月刊レディスバイク「エッセイいろは歌留多」（LBマガジン社）～1992年
- SHIMANO ATB PRESS エッセイ（シマノ工業）～92年
- 月刊ナースプラスワン「PLUS-1 PERSONALITY」（照林社）～1992年
- 季刊ハイパートーク「世紀末自動車生活考」（JTクリエイティブ）～1992年
- 週刊明星「ニュースを見直す"どろんこ主義"」（集英社）～1991年
- 月刊カドカワ「まるっきり、へっちゃら」（角川書店）～1989年
- 日刊アルバイトニュース「レディースハイ」（学生援護会）～1986年
- 月刊るるぶ「ツーリングを楽しむ」（JTB）～85年
- 月刊Mr.Bike「Miss Bike Press」（モーターマガジン社）～1989年

## 広告
- サントリー「セサミンEプラス」TVCF　2009年～
- アウトドアショップ　SWEN　TVCF　2003年～
- 丸富製紙 牛乳パック再利用トイレットペーパー　2000年
- 農林省＋砂糖関係業界8団体　『お砂糖"真"時代推進協議会』CF　1993年
- 紀文　CF　1990年
- 西日本銀行　ポスター　1990年
- 日本交通公社　ギフト券CF　1989年
- NTT北海道　『きた北コール北海道』　1989年
- 関西電力　深夜電気温水器　1988年
- ブリヂストン　タイヤ＆ホイール『キューテック』　1988年
- 日立家電販売『ククレット』　1988年
- 日本ペプシコ『Wilson』　1988年

## モデル
角川文庫『彼のオートバイ　彼女の島』『幸せは白いTシャツ』『メイン・テーマ』（いずれも片岡義男著）他カバーフォト

## テレビ・レギュラー
- 読売テレビ『遠くへ行きたい』
- NHK-BS『俳句王国』
- 静岡朝日テレビ『エンジョイDIY』メインMC　2002年4月～2010年6月
- NHK『新たっぷり静岡』（「山村レイコの朝霧高原通信」コーナー）2005年6月～2006年3月
- NHK『生活ほっとモーニング』
- 山梨放送『一億人の富士山』ゲスト　2002年4月
- NHK_BS『いきいき首都圏』～2005年
- NHK『未来派宣言』
- テレビ神奈川『たてなが！HAMA大国』1995～96年
- NHK『ひるどき日本列島』1993年～94年
- フジテレビ『タイムスリー』1991～93年
- JSB日本衛星放送『WOWOW TODAY』1992～93年
- テレビ朝日『象印クイズ ヒントでピント』1987年3月29日～1988年9月4日
- テレビ朝日『こんにちは2時』～1988年

### インターネットテレビ・レギュラー
- 山の話題を信州松本から配信する情報番組 Mt-Channel

## ラジオ・レギュラー
- FM軽井沢「三好礼子の“地球ランナー”」2015年4月～
- K-mix「Un style Lavant scene（アン スタイル ラバンセーヌ）」月代わりレギュラー2010年10月～2011年9月
- K-MIXラジオ「バイクライフミュージック」2002年9月～2003年3月
- JFN系11局ネット（FM秋田・群馬・栃木・新潟・富山・石川・山陰・香川・佐賀・中九州・鹿児島）「山村雅康＆レイコの～ 草原の王様、大笑い！」1998年4月～99年9月
- PCM放送ミュージックバード「PCM CLUB-1山村雅康＆レイコのライダーズ・パラダイス」～1997年
- TBS「全国こども電話相談室」1990年～2000年
- ラジオ日本「ドライブ・ア・ラ・カルト」～1990年
- 文化放送「ミスDJ オールリクエスト」～1986年
- 東北放送「三好礼子のトークツーリング」～1989年

## 特別番組
- NHK『ニュース シブ5時』シブ5時女子会（人生が変わった！"走りすぎる"オンナたち）2017年6月6日
- TBS『爆報！THEフライデー』自然暮らしSP 2014年5月30日、2014年7月25日、2015年9月4日
- NHKアーカイブス(総合)『土佐・四万十川“最後の清流”と生きる』ゲスト出演 2012年4月29日
- NHK『あいたい』自然と 自然に 島暮らし～三好礼子　隠岐の旅～2011年10月14日
- NHK BS1『激走モンブラン！2011』2011年10月10日
- BS11『大人のバイク時間 MOTORISE』2011年8月7日
- NHK『歌うコンセルジュ（わんにゃん茶館）』2010年10月6日
- NHKアーカイブス(総合)『にんげんドキュメント～アイガモ家族の夏～』ゲスト出演 2010年8月29日
- NHK-BS2『わんにゃん茶館』2010年6月
- BS朝日『緑のコトノハ　山村レイコ編』2010年6月
- NHK－BShi『わたしが子どもだったころ』2009年7月
- 静岡朝日テレビ『ずっと美しく、こころの富士山』2009年5月
- NHK大分『ししまるTV4月号』「捨てる野菜が地域を潤す」2009年4月3日
- NHK『金とく』「立山に生きる奇跡の鳥　ライチョウ」2009年2月27日
- NHK『月刊やさい通信 -8月号-』「拝見！自慢の菜園」2008年8月31日
- 東海テレビ『a life』 ”自然回帰型生活びと“ 2008年6月8日
- 毎日放送『住人十色』 2008年5月17日
- 日本BS放送『中村泰士のe！仲間』 ”田舎暮しでエコ生活“ 2008年2月3日
- NHK-BSハイビジョン『こんなステキなにっぽんが』 ”笑顔つなぐ野菜売り～京都市～“ 2008年1月26日、31日
- BS朝日『HAPPY！ LOHAS』 2007年6月1日
- NHK-BShi『素敵にガーデニングライフ』　”広さ5000坪　林のガーデニング“　2006年10月11～20日
- NHK『生活ほっとモーニング』　”にっぽん体感こだわり旅～山村レイコさんと行くしまなみ街道“ 2006年8月24日
- NHK-BShi『にっぽん清流ワンダフル紀行』2006年6月17～24日
- NHK『住まい自分流』2006年3月10日
- CX放送局AXN情報番組『bite』 2006年3月6日～3月26日
- テレビ東京『住まいの極意』 2006年2月25日
- NHK『生活ほっとモーニング』　”にっぽん体感こだわり旅～高知県・四万十川～” 2005年6月16日
- AXN 『 bite』～Life～　2005年3月6～3月31日
- NHK教育テレビ『趣味悠々～ランニング　今日から始めるランニング～』2004年11～12月
- NHK『あなたも挑戦！ことばゲーム』2004年6月25日
- CSフジ『荻原次晴のスノーブレイク』2003年12月17日
- NHK四国スペシャル『棚田と生きる』高知県梼原町～コメ作りの魅力～ 2003年12月14日
- NHK教育テレビ『趣味悠々～水中散歩を楽しもう～』2003年4～5月
- 長野放送『天竜川　おおいなる流れを楽しむ　～山村レイコのふれあい水紀行～』2002年12月
- BS-FUJI MarkTV『山村レイコの太陽のめぐみに乾杯！～私のナチュラルライフ～』積水化学工業　2002年10月6日
- NHK『公園通りで会いましょう』～エンジョイ！マイライフ！～ 2002年10月
- NHK松山『だんだん5（ファイブ）拡大版』だんだんファミリー『楽農記』2002年7月
- NHK-BS2　『いやしの道を歩く～四国八十八か所～ 2002年3月31日
- NHK-BS2　『お～い、ニッポン　徳島県』～見つけた！太平洋の宝物～ 2002年3月3日
- 毎日放送『真珠の小箱』＜大台ヶ原 夏の輝き＞2001年8月
- LaLaTV『フォーカスLaLa』＜わたしの旅物語～人生、旅なり～＞2001年8月
- NHK-BS-hi『デジタル・リクエスト』「世界旅」2001年6月17日
- NHK-BS HiVision『神々の玉座～ネパール』＜癒しの楽園アジアンリゾートへの招待＞2001年3月
- NHK『新・クイズ日本人の質問』2001年2月23日
- NHK-BS デジタル開局記念『デジタル・リクエスト』「世界旅」2000年12月2日
- NHK-BS2『お～い、ニッポン　今日はとことん岐阜県』～山村レイコの晩秋飛騨めぐり～2000年11月26日
- NHK-BS『世界・わが心の旅』＜ポリネシア・クジラに抱かれた夢＞ 2000年10月
- NHK-BS2『オータム・イン北海道』～阿寒湖・釧路湿原～2000年9月30日
- SBS静岡放送『そこ知り2000！』＜涼風満喫！山村レイコが行く意外発見！安倍川の旅＞2000年8月
- NHK『ワールドリポート』2000年5月13日
- NHK『ゆうYOU東北』千客万来　2000/4/17
- NHK-BS『日本の祭り』エイサー1999
- SATV静岡朝日テレビ『ノンストップスペシャル　秋だ！祭りだ！旬の味！』朝霧高原うどん　1999/11/9
- NHK-BS-hi　ハイビジョンギャラリー『この素晴らしきモノたち』地図編　1999年10月17日
- スカイパーフェクトTV（CS放送）VaioNetチャンネル『サンデーシエスタ＃12』1999年9月
- SATV静岡朝日テレビ『富士山賛歌』1999/9/25
- NHK教育 フランス語会話『ALLONS EN FRANCE』Q&A特集 1999年8月
- NHK-BS『お～い、ニッポン　今日はとことん北海道』美瑛　1999年8月1日
- NHK-BS2『北海道サマースペシャル』支笏湖1999年7月3日
- NHK-BS『私のガーデニング』1999年5月
- NHK-BS2『BSスペシャル～季語に誘われ 琵琶湖の春～』1999年4月
- NHK-BS2　BS10周年企画『ほっかいどう ウインタースペシャル　雪と氷　神秘の世界』1999年2月7日
- MX-TV『Rainbow Cafe』1998年12月21日
- NHK-BSハイビジョン／総合『四国八十八か所』1998年10月
- テレビ東京　火曜ゴールデンワイド『田舎暮らしの有名人』1998年9月22日
- NHK-BS2　立体生中継『夏・にっぽんの海　探検』沖縄　1998年8月9日
- 南海放送『四国一華～石鎚からの流れに生命芽生えて～』1998年6月
- NHK『スタジオパークからこんにちは』1998年2月
- 朝日ニュースター『みんなで建てる集合住宅～提案します仲間と暮らすライフスタイル～』1997年
- フジテレビ『どう～なってるの？！』＜夕食ばんざい＞1997年12月
- HNK『静岡ふしぎまか不思議～徹底解剖・マグロの不思議～』ゲスト 1997年12月
- NHK『土曜元気市・富士のすそ野でイタリアン』1997年11月
- フジテレビ『B-WAVE』＃265～266スポーツウーマン　1997年10月23～24日
- NHK-BS 『立体生中継　日本悠々』～屋久島～ 1997年10月12日
- NHK『立体生中継　日本悠々～秋　黒部～』ゲスト 1997年10月
- NHK『立体生中継～屋久島～』ゲスト1997年10月
- フジテレビ『B-WAVE』1997年9
- テレビ東京『列島探検 愛ある街へ』1997年8月
- スカイパーフェクトTV旅チャンネル『アウトドアの達人』1997年6月
- テレビ岩手『1997三陸ロマンチック・コースト』1997年6月
- NHK四国限定テレビ万華鏡『探検！発見！歌舞伎ワンダーランド』1997年5月
- NHK『平成古寺巡礼・若き日の運慶　円成寺』1997年4月
- ミサワ衛星放送『新Dr・コパのハッピーインテリア』1996年
- NHK-BS-hi『ハイビジョンでこんにちは』1996年6月27日
- NHK教育『マイライフ』＜風より元気＞1996年6月
- TVKテレビ神奈川『たてながHAMA大国ナイト』～焚き火をしようよ～1995年12月1日、12月8日
- NHK-BS 『達人たちの百名山』1995年11月15日
- MX-TV『東京にんげん探訪』～風と大地そしてバイクと、、、～1995年10月30日
- NHK-BS『日本つり紀行』＜思い出の島に銀鱗が光る＞西表島 1994年12月
- NHK-BS『テレビ生紀行』＜大雪 遥かなる想い＞トムラウシ山 1994年10月
- テレビ東京『対決！挑んで'S』＜泥にまみれて！＞ 1994年2月
- NHK-BS『メキシコ横断紀行』＜爆走1700キロ～バハカルフォルニア半島＞1993年12月
- NHK-BS『Top Wind 風に乗って～バイクエッセイ～』1992年1月
- NHK『はんさむウーマン』1991年2月
- テレビ朝日 サンデープレゼント『映画「旅路」の村へ、レイコ走る』＜飛騨で出会った素敵な男たち＞1986年

## ビデオ・DVDなど
- ウルトラトレイル・マウントフジ2015
- ウルトラトレイル・マウントフジ2014（Special Contents「富士山一周 もう2つの旅」にてトップ選手インタビュー）
- 激走モンブラン！2011年（side B）
- DVD『山村レイコ　掛川・報徳の旅』掛川商工会議所交流型産業創造会議　2010年3月
- DVD『スティーブのワークショップ（1）』丸野鋸テーブル編①　ジャパンオーストラリア・コーポレーション株式会社　2006年2月1日
- ワコールコンディショニングウエア「CW-X」店頭上映用イメージVTR 2000年11月
- 岩手県室根商工会『室根高原　空と大地と荒祭り』1997年
- 日東書院ビデオ『浄土真宗の「仏事作法」のすべて』1992年9月
- 日産自動車『家族の時代をはじめよう。NISSAN VANETTE SERENA』店頭上映用VTR　1991年
- FONビデオマガジン「コンゲツノヒト」創刊第一号 1989年